# Stora Bastutjärnen, Västergötland
Stora Bastutjärnen är en sjö i Borås kommun i Västergötland och ingår i Göta älvs huvudavrinningsområde.